# لوسی هاچینسون

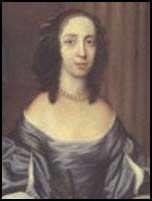

لوسی هاچینسون (۱۶۲۰–۱۶۸۱) مترجم، شاعر و زندگی‌نامه‌نویس انگلیسی و نخستین برگردانندهٔ در طبیعت اشیاء اثر لوکرتیوس به زبان انگلیسی میان سال‌های حکومت موقت انگلستان (۱۶۴۹–۱۶۶۰) بود.